# أوسكار مينجويزا
أوسكار مينجويزا غارسيا (بالإسبانية: Óscar Mingueza García؛ مواليد 13 مايو 1999) هُو لاعب إسباني مُحترف يلعب ك‍مدافع لنادي سيلتا فيغو في الدوري الإسباني. يلعب في الأساس في مركز الدفاع، ويمكنه أيضًا اللعب في مراكز متعددة في الدفاع، في الغالب يلعب ك‍ظهير أيمن.

## المسيرة الاحترافية
وُلد مينجويزا في سانتا بيربيتوا دي موجودا، برشلونة، كاتالونيا، ثُم التحق بأكاديمية لا ماسيا في برشلونة لعام 2007. فاز بالدوري الأوروبي للشباب مع فريق نادي برشلونة للشباب بالنادي في عام 2018. انتقل إلى برشلونة ب في موسم 2018–19.
شارك مينجويزا للمرة الأولى مع فريق برشلونة في 24 نوفمبر 2020، بعدَ دخوله بديلًا للمُصاب جيرارد بيكيه، في الفوز 4–0 ضد دينامو كييف دوري أبطال أوروبا 2020–21 في مجمع أولمبيسكي الوطني الرياضي في كييف. بعد خمسة أيام، شارك للمرة الأُولى في الدوري الإسباني في الفوز 4–0 على أوساسونا في كامب نو. في 15 مارس 2021، سجل مينجويزا هدفه الأول لبرشلونة في الفوز 4–1 على أرضه أمام هويسكا في الدوري الإسباني. في 10 أبريل 2021 سجل هدفه الرسمي الثاني في الدقيقة 60 أمام ريال مدريد في الكلاسيكو، حيث انتهت المباراة بالخسارة 2–1. بعد أسبوع واحد، فاز بأول لقب رسمي له، بعد فوزه بكأس الملك 2020–21 ضد أتلتيك بيلباو.

## حياته الشخصية
شقيقة أوسكار الصغرى، أريادنا، هي أيضًا لاعبة كرة قدم محترفة شاركت لأول مرة مع فريق برشلونة النسائي في 6 مارس 2021.

## الإحصائيات
آخر تحديث 22 أبريل 2021.
| النادي    | الموسم   | الدوري                           | الدوري | الدوري  | الكأس  | الكأس   | أوروبا | أوروبا  | أخرى   | أخرى    | المجموع | المجموع |
| النادي    | الموسم   | الدرجة                           | الظهور | الأهداف | الظهور | الأهداف | الظهور | الأهداف | الظهور | الأهداف | الظهور  | الأهداف |
| --------- | -------- | -------------------------------- | ------ | ------- | ------ | ------- | ------ | ------- | ------ | ------- | ------- | ------- |
| برشلونة ب | 2018–19  | الدوري الإسباني الدرجة الثانية ب | 15     | 0       | 0      | 0       | –      | –       | –      | –       | 15      | 0       |
| برشلونة ب | 2019–20  | الدوري الإسباني الدرجة الثانية ب | 16     | 0       | 0      | 0       | –      | –       | 3      | 0       | 19      | 0       |
| برشلونة ب | 2020–21  | الدوري الإسباني الدرجة الثانية ب | 1      | 0       | 0      | 0       | –      | –       | –      | –       | 1       | 0       |
| برشلونة ب | المجموع  | المجموع                          | 32     | 0       | 0      | 0       | –      | –       | 3      | 0       | 35      | 0       |
| برشلونة   | 2020–21  | الدوري الإسباني                  | 22     | 2       | 5      | 0       | 5      | 0       | 2      | 0       | 34      | 2       |
| الإجمالي  | الإجمالي | الإجمالي                         | 54     | 2       | 5      | 0       | 5      | 0       | 5      | 0       | 69      | 2       |

## الإنجازات

### النادي
برشلونة
- كأس ملك إسبانيا: 2020–21[10]
- الدوري الأوروبي للشباب: 2017–18[12]

## وصلات خارجية
- أوسكار مينجويزا على موقع الاتحاد الأوربي (الإنجليزية)
- أوسكار مينجويزا على موقع إي إس بي إن إف سي (الإنجليزية)
- أوسكار مينجويزا على موقع قاعدة بيانات كرة القدم.إي يو (الإنجليزية)
- أوسكار مينجويزا على موقع بيانات كرة القدم. دي إي (الألمانية)
- أوسكار مينجويزا على موقع ليكيب (الفرنسية)
- أوسكار مينجويزا على موقع ناشيونال فوتبول تيمز (الإنجليزية)
- أوسكار مينجويزا على موقع Soccerbase.com (لاعب) (الإنجليزية)
- أوسكار مينجويزا على موقع Soccerway.com (الإنجليزية)
- أوسكار مينجويزا على موقع عالم كرة القدم.نت (الإنجليزية)
- أوسكار مينجويزا على موقع أوليمبيديا (الإنجليزية)
- أوسكار مينجويزا على BDFutbol
- أوسكار مينجويزا  على سكروي